# Juventude Revolução

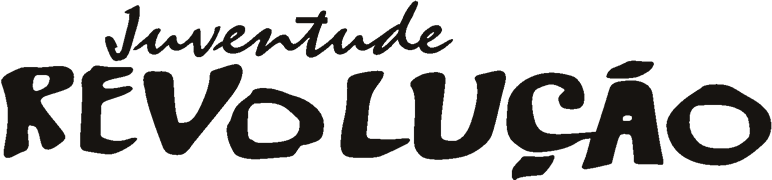
Logotipo da Juventude Revolução

A Juventude Revolução (JR) é uma organização de jovens autônoma que tem como objetivos a luta por terra, trabalho, educação, liberdade e luta pelo socialismo por meio da frente única pelas reivindicações dos trabalhadores e da juventude, mantendo contato com organizações similares de vários países.
Nascida em 1989 defendendo a necessidade da existência de uma organização política de jovens autônoma e independente de relações partidárias, tem se destacado na sua atuação em defesa da educação pública, na campanha pelo Passe Livre Estudantil (sendo a principal organizadora da Revolta da Catraca em Florianópolis), em defesa do povo do Haiti e contra a violência policial. Foi uma das primeiras organizações da esquerda brasileira a ter presença na Internet.
É uma das fundadoras da Internacional Revolucionária da Juventude e atualmente, é uma das organizações participantes da Frente Brasil Popular.
Em 2002 participou da ocupação das fábricas Cipla e Interfibra, em Joinville e, em 2003, da Flaskô em Sumaré. Em 2016 participou do movimento de ocupações de escola do Paraná em defesa da Escola Pública.. Em 2017 organizou a luta contra o aumento do transporte público.
Deu origem a outras organizações, como o Movimento Passe Livre e a Juventude Marxista.
Atualmente é uma organização ligada ao PT mas mesmo assim mantém sua autonomia e independência.

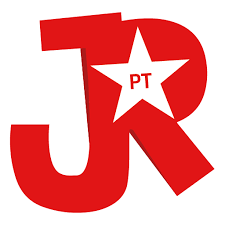